# 804
Năm 804 là một năm trong lịch Julius.

## Sinh
- 22 tháng 2 - Vũ Hồn, quan nhà đường (m. 853)